# Резолюция 157 на Съвета за сигурност на ООН
Резолюция 157 на Съвета за сигурност на ООН е приета на 17 септември 1960 г. по повод кризата в Република Конго (днес Демократична република Конго).
Резолюция 157 признава, че по време на дискусиите по въпроса, проведени на неговото заседание 906, постоянните членове на Съвета за сигурност не са достигнали до общо съгласие, поради което той е възпрепятстван да изпълни своята основна задача да поддържа международния мир и безопасност. Поради това с Резолюция 157 Съветът за сигурност свиква извънредна сесия на Общото събрание, което да направи съответните рекомендации.
Резолюция 157 е приета с мнозинство от 8 гласа „за“ срещу 2 „против“ от страна на Полша и Съветския съюз и 1 „въздържал се“ от страна на Франция.